# Michał Mulawa
Michał Mulawa (ur. 14 października 1980 w Tarnogrodzie) – polski samorządowiec, rzecznik prasowy, specjalista ds. komunikacji i funduszy europejskich, w latach 2018–2019 przewodniczący Sejmiku Województwa Lubelskiego VI kadencji, w latach 2019–2024 wicemarszałek województwa lubelskiego.

## Życiorys
W 2004 ukończył studia o specjalności samorząd terytorialny i polityka lokalna na Wydziale Politologii Uniwersytetu Marii Curie-Skłodowskiej w Lublinie, a w 2007 – studia podyplomowe z psychologii komunikacji społecznej na UMCS. Kształcił się również w zakresie programowania i pozyskiwania funduszy zewnętrznych z Unii Europejskiej i organizacji międzynarodowych. Został także absolwentem studiów podyplomowych Executive MBA w Collegium Humanum w Warszawie.
Pracował jako specjalista marketingu i komunikacji społecznej, odbył staż absolwencki w Kancelarii Prezydenta Miasta Lublin. W 2006 został doradcą ministra pracy i polityki społecznej Krzysztofa Michałkiewicza. W tym samym roku przeszedł na stanowisko doradcy ds. polityki społecznej wojewody lubelskiego Wojciecha Żukowskiego, po czym został dyrektorem kancelarii marszałka województwa Jarosława Zdrojkowskiego. Pracował jako specjalista do spraw pozyskiwania funduszy unijnych m.in. dla miasta Kraśnik i Katolickiego Uniwersytetu Lubelskiego, gdzie prowadził także wykłady z tej tematyki. Został rzecznikiem prasowym burmistrza Kraśnika, w 2014 przez kilka miesięcy był dyrektorem tamtejszego Centrum Kultury i Promocji. W 2016 objął stanowisko kierownika działu komunikacji korporacyjnej w Zakładach Azotowych „Puławy”. W 2008 zasiadł w radzie programowej TVP Lublin, został także członkiem rad nadzorczych Agrochemu Puławy i Klubu Sportowego Piłki Ręcznej Azoty Puławy (jako jej przewodniczący). Działa społecznie jako prezes zarządu Europejskiego Centrum Integracji i Współpracy Samorządowej „Dom Europy” oraz prezes Fundacji Rozwoju Polski Wschodniej.
Zaangażował się w działalność polityczną w ramach Prawa i Sprawiedliwości, do którego wstąpił w 2005. W latach 2005–2010 kierował działalnością lubelskich struktur Forum Młodych PiS. W 2006 kierował sztabem partii podczas kampanii samorządowej na Lubelszczyźnie, został także asystentem posłanki Elżbiety Kruk. Od 2009 przewodniczył strukturom partii w lubelskiej dzielnicy Czuby, w tym samym roku znalazł się również w krajowych władzach stowarzyszenia Młodzi Konserwatyści. Zasiadł we władzach partii w Lublinie oraz w lubelskim zarządzie okręgowym (gdzie pełnił funkcję skarbnika).
W wyborach samorządowych w 2010 bezskutecznie ubiegał się o mandat radnego Sejmiku Województwa Lubelskiego. W wyborach parlamentarnych w 2015 kandydował do Sejmu z ostatniego miejsca listy PiS w okręgu nr 7, uzyskując 5003 głosy. W 2014 ponownie bezskutecznie kandydował do sejmiku, objął mandat w 2015 w miejsce wybranej do Sejmu Agaty Borowiec. Został rzecznikiem prasowym klubu radnych PiS. W wyborach w 2018 odnowił mandat. 21 listopada 2018 został wybrany przewodniczącym tego gremium. 3 grudnia 2019 przeszedł na stanowisko wicemarszałka w zarządzie województwa lubelskiego, które zajmował do końca kadencji w 2024. W wyborach w tym samym roku utrzymał mandat radnego sejmiku na kolejną kadencję. W tym samym roku wszedł w skład rady nadzorczej Chełmskiego Klubu Sportowego.

## Życie prywatne
Syn Janusza i Haliny. Żonaty z Martą, ma syna i córkę.